# 科阿特梅阿勒
科阿特梅阿勒（法語：Coat-Méal，法語發音：[kwat meal]）是法国菲尼斯泰尔省的一个市镇，属于布雷斯特区。

## 地理
科阿特梅阿勒（48°30'27"N, 4°32'38"W）面积10.82 平方千米，位于法国布列塔尼大區菲尼斯泰尔省，该省份为法国最西部的省份，位于布列塔尼半岛西部，北西南三面环大西洋，东临阿摩尔滨海省和莫尔比昂省。
与科阿特梅阿勒接壤的市镇（或旧市镇、城区）包括：布朗堡、普卢甘、普卢维安、特雷格洛努、米利扎克-吉普龙韦勒。

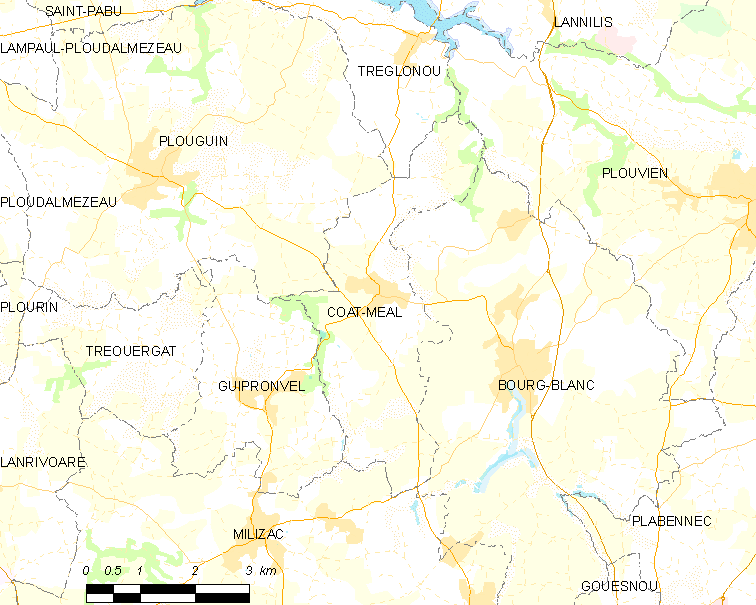
科阿特梅阿勒的OSM定位图

科阿特梅阿勒的时区为UTC+01:00、UTC+02:00（夏令时）。

## 行政
科阿特梅阿勒的邮政编码为29870，INSEE市镇编码为29035。

## 政治
科阿特梅阿勒所属的省级选区为普拉贝内克县。

## 人口

1962-2008年间科阿特梅阿勒人口变化图示

科阿特梅阿勒于2022年1月1日时的人口数量为1135人。